# 892 (فلم)
892 هو فيلم دراما إثارة أمريكي من بطولة جون بويغا، مايكل كينيث ويليامز، نيكول بيهاري وكوني بريتون. عرض الفيلم لأول مرة خلال مهرجان صاندانس السينمائي 2022.